# Ядерное разоружение

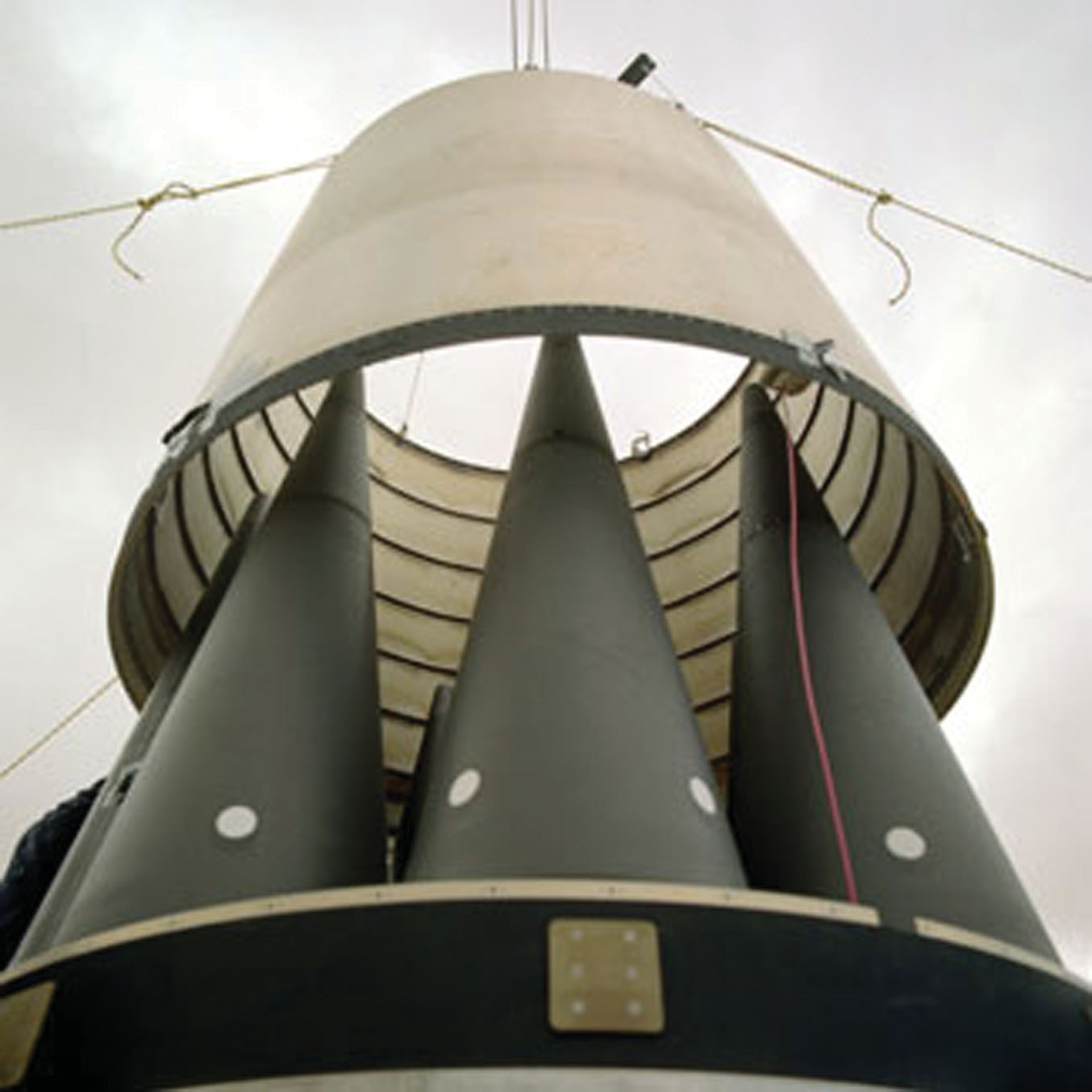
Разделяющаяся головная часть американской ракеты LGM-118A «Peacekeeper» с боеголовками, частично запрещённая Договором СНВ-II

Ядерное разоружение (денуклеаризация) — процесс сокращения арсеналов ядерного оружия, его носителей и средств доставки, а также производства. По мнению сторонников ядерного разоружения, оно позволит снизить шанс возникновения ядерной войны. Противники этой концепции указывают, что процесс ядерного разоружения может уничтожить «эффект сдерживания», который в значительной степени удерживал мир от войны на протяжении второй половины XX века.

## История
Ядерное оружие впервые встало на вооружение в армии США в 1945 году. В августе того же года оно было впервые использовано в боевых условиях против японских городов Хиросима (6 августа) и Нагасаки (9 августа). В 1949 году ядерное оружие появилось у СССР, таким образом началась «ядерная гонка». Ядерное оружие стало неотъемлемым инструментом дипломатии обеих стран.
Началом разоружения принято считать Карибский кризис 1962 года, когда мир впервые оказался на грани ядерной катастрофы. Причиной тому послужило размещение американских ракет средней дальности в Турции, спровоцировавший Советский Союз на экстренную установку аналогичных ракет на Кубе. Одним из последствий Карибского кризиса стало возникновение на Западе мощного общественного движения в поддержку ядерного разоружения. Начали издаваться общественные печатные издания в поддержку ядерного разоружения, среди которых был журнал Nuclear Times. У процесса разоружения был и экономический подтекст: наращивание ядерного арсенала несло в себе колоссальную нагрузку на экономику страны.
Первым договором, регламентировавшим разработку ядерного оружия, был многосторонний Договор о запрещении испытаний ядерного оружия в атмосфере, космосе и под водой (1963). В 1968 году подписан многосторонний Договор о нераспространении. Впоследствии он был подписан практически всеми странами мира (кроме Израиля, Пакистана и Индии).

Количество ядерных боеголовок у США и СССР/России (включая тактическое ядерное оружие)

Первый двусторонний договор между СССР и США был подписан в 1972 году. Договор ОСВ-I был первым, который ограничивал непосредственно накопление ядерного оружия. В частности, по условиям договора стороны обязывались сохранять объём ядерных арсеналов на уровне, которого он достиг на момент ратификации. В том же году подписан Договор об ограничении систем противоракетной обороны, обязавший стороны сократить число районов под защитой систем ПРО до двух, а количество наземных пусковых установок — до 200. Действие этого договора прекратилось в 2002 году. Договор ОСВ-II (1979) запрещал вывод ядерного оружия в космос.
В 1987 году двусторонний Договор РСМД обязал СССР и США не испытывать, не производить и не развёртывать, а также уничтожить имеющиеся ракеты средней и малой дальности (до 5500 км). Этот договор, в частности, позволил освободить от ядерного оружия страны Европы. Договор СНВ-I от 1991 года ограничивал число ядерных боеголовок до 6,5 тысяч для каждой из сторон и запрещал разработку ракет воздушного старта. В 1992 году к нему присоединились Белоруссия, Украина и Казахстан, где некоторое время после распада СССР также находилось ядерное оружие.
В 1993 году между Россией и США был подписан договор СНВ-II, запрещавший размещение на ракетах разделяющихся головных частей. Этот договор был ратифицирован, но так и не вступил в силу. В 2002 году Договором о сокращении стратегических наступательных потенциалов было решено до 2013 года сократить число боеголовок до 2200 для каждой из сторон.
В 2009 году стало известно о возможности подписания нового российско-американского договора, который ограничил бы существующие ядерные арсеналы на 80 %. Договор СНВ-III был подписан президентами США и РФ 8 апреля 2010 года и вступил в силу 5 февраля 2011 года. Он предусматривает сокращение боеголовок до 1550 у каждой из сторон. Договор рассчитан на 10 лет с возможным продлением по взаимной договорённости сторон на 5 лет.
7 июля 2017 года в штаб-квартире ООН в Нью-Йорке был принят Договор о запрещении ядерного оружия. Договор вступил в законную силу 22 января 2021 года, через 90 дней после того, как его ратифицировали 50 государств.